# Фехтование на летних Олимпийских играх 1896 — рапира
Соревнования по фехтованию на рапирах среди мужчин на летних Олимпийских играх 1896 прошли 7 апреля. Приняли участие восемь спортсменов из двух стран. Сначала они соревновались в двух группах по четыре спортсмен, а потом лучшие спортсмены встречались друг с другом в финале.

## Призёры
| Золото                     | Серебро            | Бронза                                |
| Эжен-Анри Гравлотт Франция | Анри Калло Франция | Периклес Пьеракос-Мавромихалис Греция |
| Эжен-Анри Гравлотт Франция | Анри Калло Франция | Александрос Вурос Греция              |

## Соревнование

### Групповой этап

#### Группа A

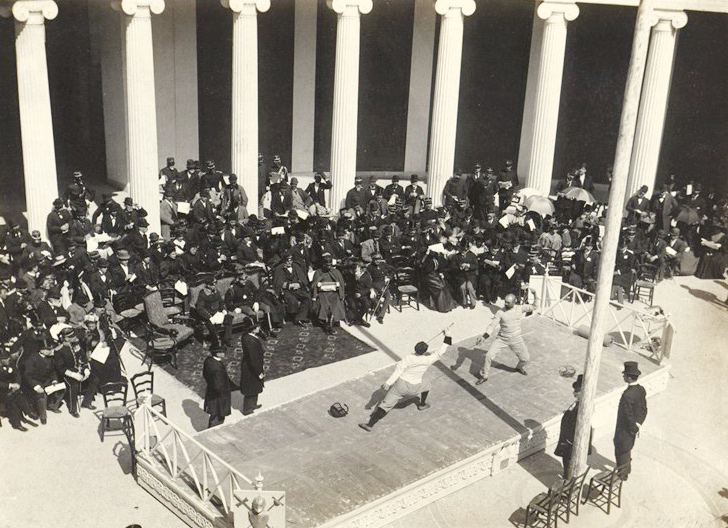
Один из поединков на рапирах

| Место | Спортсмен                            | У | ПУ | В | П |
| ----- | ------------------------------------ | - | -- | - | - |
| 1     | Анри Калло (FRA)                     | 9 | 4  | 3 | 0 |
| 2     | Периклес Пьеракос-Мавромихалис (GRE) | 7 | 4  | 2 | 1 |
| 3     | Анри Делаборд (FRA)                  | 5 | 7  | 1 | 2 |
| 4     | Иоаннис Пулос (GRE)                  | 3 | 9  | 0 | 3 |

| Поединок | Победитель                           | Счёт | Проигравший                          |
| -------- | ------------------------------------ | ---- | ------------------------------------ |
| 1        | Периклес Пьеракос-Мавромихалис (GRE) | 3-1  | Анри Делаборд (FRA)                  |
| 2        | Анри Калло (FRA)                     | 3-2  | Иоаннис Пулос (GRE)                  |
| 3        | Периклес Пьеракос-Мавромихалис (GRE) | 3-0  | Иоаннис Пулос (GRE)                  |
| 4        | Анри Калло (FRA)                     | 3-1  | Анри Делаборд (FRA)                  |
| 5        | Анри Калло (FRA)                     | 3-1  | Периклес Пьеракос-Мавромихалис (GRE) |
| 6        | Анри Делаборд (FRA)                  | 3-1  | Иоаннис Пулос (GRE)                  |

#### Группа B
| Место | Спортсмен                            | У | ПУ | В | П |
| ----- | ------------------------------------ | - | -- | - | - |
| 1     | Эжен-Анри Гравлотт (FRA)             | 9 | 5  | 3 | 0 |
| 2     | Александрос Вурос (GRE)              | 8 | 4  | 2 | 1 |
| 3     | Константинос Комнинос-Милиотис (GRE) | 5 | 7  | 1 | 2 |
| 4     | Георгиос Балакакис (GRE)             | 3 | 9  | 0 | 3 |

| Поединок | Победитель                           | Счёт | Проигравший                          |
| -------- | ------------------------------------ | ---- | ------------------------------------ |
| 1        | Константинос Комнинос-Милиотис (GRE) | 3-1  | Георгиос Балакакис (GRE)             |
| 2        | Эжен-Анри Гравлотт (FRA)             | 3-2  | Александрос Вурос (GRE)              |
| 3        | Атанасиос Вурос (GRE)                | 3-1  | Георгиос Балакакис (GRE)             |
| 4        | Эжен-Анри Гравлотт (FRA)             | 3-2  | Константинос Комнинос-Милиотис (GRE) |
| 5        | Эжен-Анри Гравлотт (FRA)             | 3-1  | Георгиос Балакакис (GRE)             |
| 6        | Александрос Вурос (GRE)              | 3-0  | Константинос Комнинос-Милиотис (GRE) |

### Финал
| Поединок | Победитель               | Счёт | Проигравший      |
| -------- | ------------------------ | ---- | ---------------- |
| 1        | Эжен-Анри Гравлотт (FRA) | 3-2  | Анри Калло (FRA) |